# It Happened At The World's Fair
It Happened At The World's Fair er en amerikansk film fra 1963. Filmen, hvis hovedrolle blev spillet af Elvis Presley, blev produceret af Ted Richmond på MGM og havde Norman Taurog som instruktør.
Filmen blev indspillet fra den 27. august til medio september 1962 og havde premiere i Los Angeles den 3. april 1963. Den havde dansk premiere den 26. december 1963.
It Happened At The World's Fair var den 12. i en lang række af film med Elvis Presley. Filmen, hvis manuskript blev skrevet af Si Rose og Seaman Jacobs, handler om et par unge piloter som kommer i økonomiske problemer og får deres fly beslaglagt af fogeden. De drager til Seattle, hvor der er Verdensudstilling, for der at opsøge lykken, den ene som pokerspiller, den anden som sanger. Efter en række genvordigheder – og en række sange – ender alt dog som det skal.
It Happened At The World's Fair blev optaget 'on location' i Seattle under Verdensudstillingen i 1962. Seattles midtby, 'The Seattle Center Monorail' og Verdensudstillingens vartegn 'The Space Needle', agerer baggrund i mange af filmens scener. Et stort opbud af sikkerhedsfolk måtte hjælpe Presley og de øvrige skuespillere rundt på området, der på samme tid var åbent for publikum. Ideen til at henlægge filmens handling til Verdensudstillingen kom fra Seattles borgmester.
Den danske titel på It Happened At The World's Fair var Elvis i den syvende himmel.

## Musik
It Happened At The World's Fair var, ligesom Elvis' film Kid Galahad, uden en titelmelodi. Filmen manglede dog ikke af den grund sange, idet der undervejs var indlagt ti, som alle blev sunget af Elvis Presley. Det, at der ikke var nogen titelmelodi, hænger sammen med, at filmens titel – uvist af hvilken grund – først på et sent tidspunkt ændres til det kendte, idet planen ellers var, at filmen skulle have heddet Take Me To The Fair, – og så havde der jo været en titelmelodi.
Samtidig med filmens premiere blev soundtracket udgivet i form af en LP, der ligesom filmen hed It Happened At The Worlds Fair. Soundtracket rummede samtlige ti sange, der alle blev sunget af Elvis Presley. De ti sange var:
- "Beyond The Bend" (Ben Weisman, Dolores Fuller, Fred Wise)
- "Relax" (Roy C. Bennett, Sid Tepper)
- "Take Me To The Fair" (Roy C. Bennett, Sid Tepper)
- "They Remind Me Too Much Of You" (Don Robertson)
- "One Broken Heart For Sale" (Otis Blackwell, Winfield Scott)
- "I'm Falling In Love Tonight" (Otis Blackwell, Winfield Scott)
- "Cotton Candy Land" (Bob Roberts, Ruth Bachelor)
- "World Of Our Own" (Bernie Baum, Bill Giant, Florence Kaye)
- "How Would You Like To Be" (Ben Raleigh, Mark Barkan)
- "Happy Ending" (Ben Weisman, Sid Wayne)

I Danmark er det især "One Broken Heart For Sale" der huskes af et bredere publikum. Den blev, ligesom de øvrige af filmens melodier, indspillet i Hollywood i september 1962.

## Andet
Den senere så kendte Kurt Russell fik sin filmdebut i It Happened At The World's Fair. Han spillede rollen som en lille knægt, der sparker Elvis over skinnebenet. Russells rolle var dog så lille, at han ikke nævnes i rulleteksterne.
Kurt Russell har i øvrigt sidenhen spillet rollen som Elvis Presley i den halvdokumentariske film Elvis, der handler om Elvis' liv. Denne film, som er fra 1979, indbragte ham en Emmy-nominering.

## Links
- It Happened At The World's Fair på Internet Movie Database (engelsk)
- It Happened At The World's Fair på Filmdatabasen
- It Happened At The World's Fair på Scope
- It Happened At The World's Fair i Svensk Filmdatabas (svensk)
- It Happened At The World's Fair på AlloCiné (fransk)
- It Happened At The World's Fair på MovieMeter (nederlandsk)
- It Happened At The World's Fair på AllMovie (engelsk)
- It Happened At The World's Fair hos American Film Institute (engelsk)
- It Happened At The World's Fairs profil hos Encyclopædia Britannica Online (engelsk)
- It Happened At The World's Fair på Turner Classic Movies (engelsk)